# 俱利伽羅バイパス
俱利伽羅バイパス（くりからバイパス）は、石川県河北郡津幡町九折から石川県河北郡津幡町刈安までの国道8号のバイパスである。

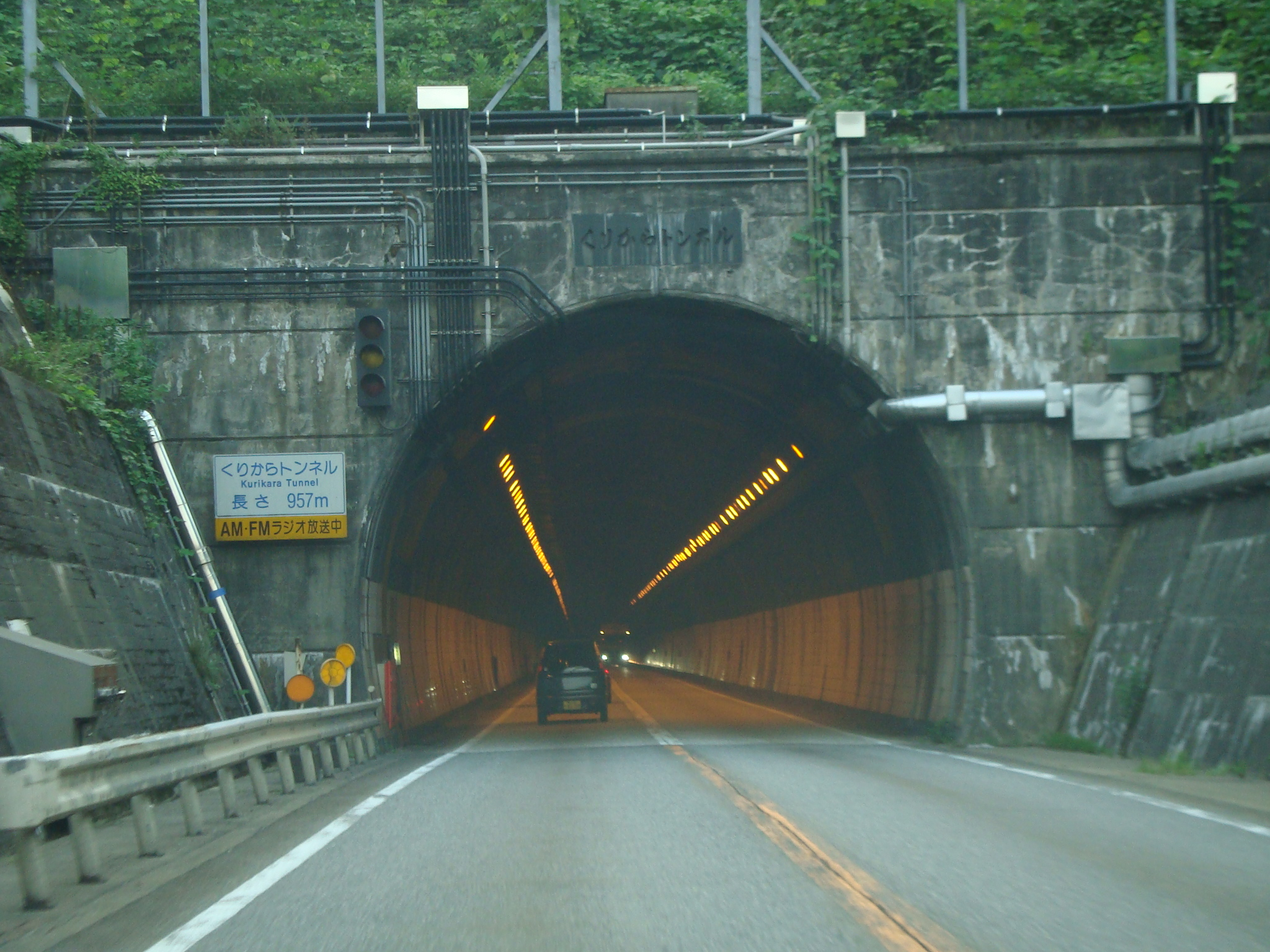
倶利伽羅トンネル富山県側入口

## 概要
俱利伽羅地区は地形上の制約もあり現道の線形が不良かつ急勾配であり、特に冬季に交通状況が悪化していた。加えて、法面崩壊の危険個所を通過していたことから俱利伽羅バイパスが計画された。俱利伽羅バイパスは終点でそのまま津幡北バイパスに引き継がれる。

### 路線データ
- 路線名：一般国道8号俱利伽羅バイパス
- 起点：石川県河北郡津幡町九折
- 終点：石川県河北郡津幡町刈安
- 延長：2.8 km
- 道路規格：第3種第2級
- 設計速度：60 km/h
- 車線数：2車線
- 管理者：国土交通省北陸地方整備局金沢河川国道事務所

## 歴史
- 1974年度（昭和49年度） - 調査開始[1]。
- 1980年度（昭和55年度） - 事業化[1]。
- 1981年度（昭和56年度） - 用地着手[1]。
- 1982年度（昭和57年度） - 工事着手[1]。
- 1990年（平成2年）11月2日 - 津幡町九折 - 刈安間の延長2.8 kmの区間が開通し、全線開通[2][3]。

## 路線状況
丘陵地帯を通ることから切土量が多く、橋長100 m以上の橋梁も4橋ある。切土工事の残土は津幡バイパスの盛土に活用された。

### 橋梁

#### 九折橋
- 仮称 - くりから1号橋
- 形式 - RC7+6径間連続中空床版橋
- 橋格 - 一等橋（TL-20）
- 橋長 - 228.000 m
  - 支間割 - (18.35 m + 5×18.5 m + 18.35 m) + (6×16.2 m)
- 幅員
  - 総幅員 - 12.900 m
  - 有効幅員 - 12.000 m
  - 車道幅員 - 9.500 m
  - 車線幅員 - 3.500 m
  - 歩道 - 2.500 m
- 横断勾配 - 2 %
- 橋台 - 逆T式橋台
- 橋脚 - 柱式橋脚
- 基礎 - 場所打ち杭基礎（A1 - P7）、深礎杭基礎（P8 - A2）
- 着工 - 1988年度（昭和63年度）

#### 河内橋
- 仮称 - くりから2号橋
- 形式 - 鋼5径間連続鈑桁橋
- 橋格 - 一等橋（TL-20）
- 橋長 - 160.000 m
  - 支間割 - (28.554 m + 34.007 m + 33.987 m + 34.002 m + 28.550 m)
- 幅員
  - 総幅員 - 12.900 m
  - 有効幅員 - 12.000 m
  - 車道幅員 - 9.500 m
  - 車線幅員 - 3.500 m
- 横断勾配 - 片勾配
- 橋台 - 逆T式橋台
- 橋脚 - 張出式橋脚
- 基礎 - 場所打ち杭基礎
- 着工 - 1988年度（昭和63年度）

#### 大岩橋
- 仮称 - くりから3号橋
- 形式 - 鋼3径間連続鈑桁橋
- 橋格 - 一等橋（TL-20）
- 橋長 - 106.000 m
  - 支間割 - (32.000 m + 40.000 m + 32.000 m)
- 幅員
  - 総幅員 - 12.900 m
  - 有効幅員 - 12.000 m
  - 車道幅員 - 9.500 m
  - 車線幅員 - 3.500 m
- 横断勾配 - 2 %
- 橋台 - 逆T式橋台
- 橋脚 - 張出式橋脚
- 基礎 - 場所打ち杭基礎（A1・A2）、深礎杭基礎（P1・P2）
- 着工 - 1985年度（昭和60年度）

#### 坂戸橋
- 仮称 - くりから4号橋
- 形式 - 鋼3径間連続鈑桁橋
- 橋格 - 一等橋（TL-20）
- 橋長 - 107.500 m
  - 支間割 - (3×35.500 m)
- 幅員
  - 総幅員 - 12.900 m
  - 有効幅員 - 12.000 m
  - 車道幅員 - 9.500 m
  - 車線幅員 - 3.500 m
- 横断勾配 - 2 %
- 橋台 - 逆T式橋台1基、逆L式橋台1基
- 橋脚 - 張出式橋脚
- 基礎 - 深礎杭基礎
- 着工 - 1986年度（昭和61年度）

## 地理

### 通過する自治体
- 石川県
  - 河北郡津幡町

### 交差する道路
- 上側が起点側、下側が終点側。左側が上り側、右側が下り側。
- 交差する道路は、県道以上の道路および立体交差をするもしくは立体交差をする計画の道路。特記がないものは市町道。

| 交差する道路など                                | 交差する道路など        | 交差する場所 | 交差する場所  | 交差する場所         | 交差する場所          | 備考           |
| ----------------------------------------------- | ----------------------- | ------------ | ------------- | -------------------- | --------------------- | -------------- |
| 倶利伽羅トンネル 国道8号 高岡・富山方面         |                         |              |               |                      |                       |                |
| -                                               | 旧道                    | 石川県       | 河北郡 津幡町 |                      |                       |                |
| 倶利伽羅防災（予定）                            | -                       | 石川県       | 河北郡 津幡町 |                      |                       |                |
| 石川県道215号森本津幡線 石川県道219号興津刈安線 | 石川県道219号興津刈安線 | 石川県       | 河北郡 津幡町 | 刈安IC（刈安高架橋） | 刈安北第一 刈安北第二 | 俱利伽羅駅方面 |
| 津幡北バイパス 国道8号 金沢・小松方面           |                         |              |               |                      |                       |                |

### 接続するバイパスの位置関係
（京都方面）津幡北バイパス  - 俱利伽羅バイパス - 倶利伽羅防災 - 小矢部バイパス（新潟方面）